# Ascochyta obiones
Ascochyta obiones är en svampart som först beskrevs av Jaap, och fick sitt nu gällande namn av P.K. Buchanan 1987. Ascochyta obiones ingår i släktet Ascochyta, ordningen Pleosporales, klassen Dothideomycetes, divisionen sporsäcksvampar och riket svampar.   Inga underarter finns listade i Catalogue of Life.